# T-6 (航空機・初代)
AT-6 / SNJ / T-6
- 用途：練習機、連絡機、偵察機、攻撃機、COIN機
- 製造者：ノースアメリカン
- 運用者

  -  アメリカ合衆国（アメリカ陸軍/海軍/空軍）
  -  イギリス（イギリス空軍）
  - イギリス連邦諸国
  -  日本（航空自衛隊、海上自衛隊）他
- 生産数：15,495機
- 運用状況：退役

T-6 テキサン （Texan；テキサス人の意）は、1930年代から1960年代にかけて使用されたノースアメリカン社製のレシプロ高等練習機。製造国アメリカの陸軍・海軍は元より、イギリスやイギリス連邦諸国で使用され、第二次世界大戦後は日本を含むさらに多くの国で使われた。アメリカ陸軍航空隊ではAT-6、アメリカ海軍ではSNJ、英連邦諸国では「ハーヴァード（Harvard）」と称された。テクサンと表記する場合もある。

## 概要
本機の元祖となったのは、1935年4月1日に初飛行したNA-16である。低翼単葉のタンデム複座機という形態はこの時点で確立していたものの、主脚は固定式であり、機体も主翼以外は羽布張りであった。NA-16は、まずBT-9の名称で量産が行われ、アメリカ海軍にもNJ-1の名称で採用された。
さらにフランスや中華民国など数か国に輸出されており、日本にも2機が見本として引き渡され、二式陸上中間練習機開発の参考となった。また、オーストラリアはCA-1 ワイラウェイ（ノースアメリカン社での呼称はNA-33）としてライセンス生産を行った。

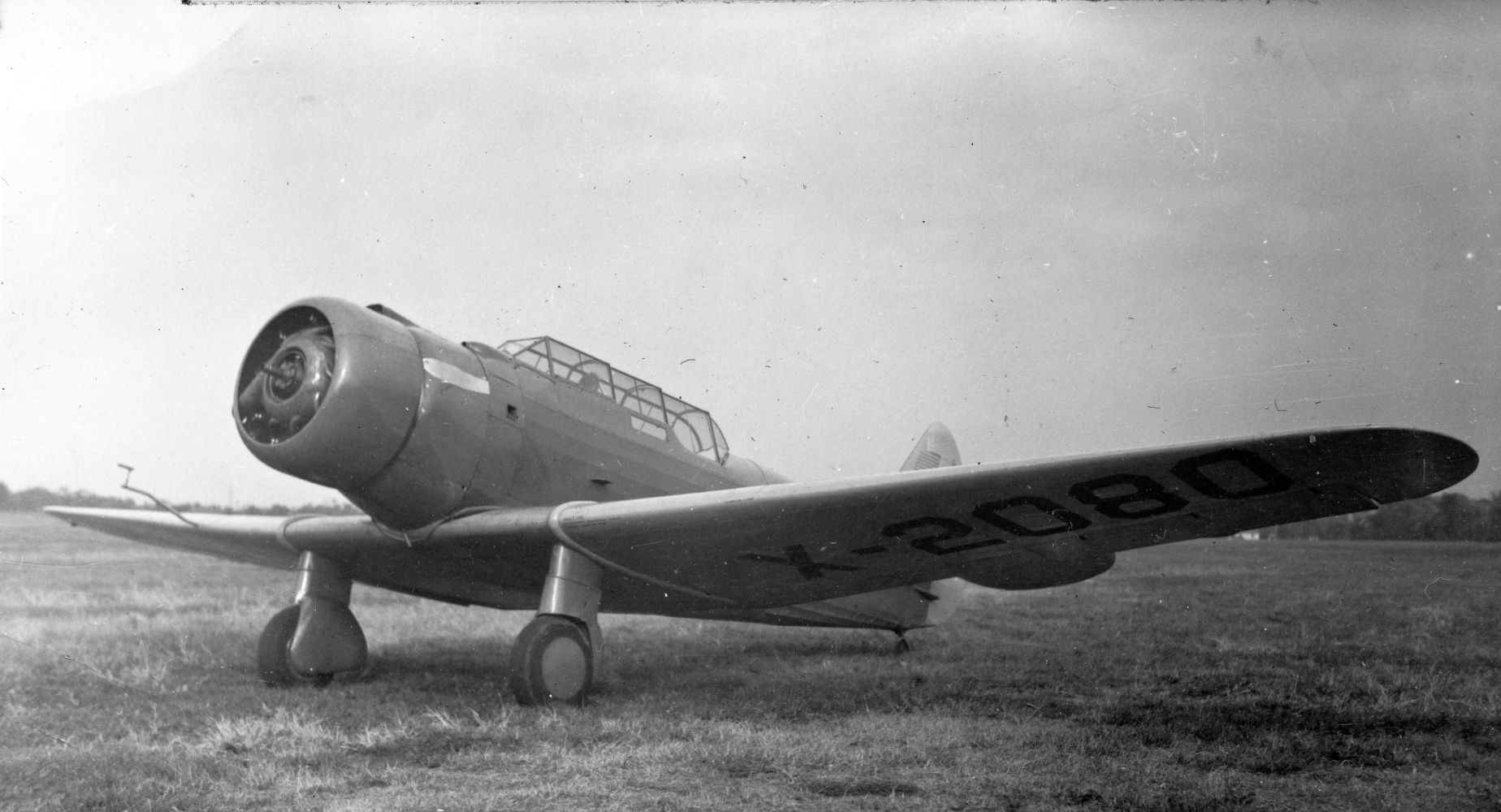
NA-16
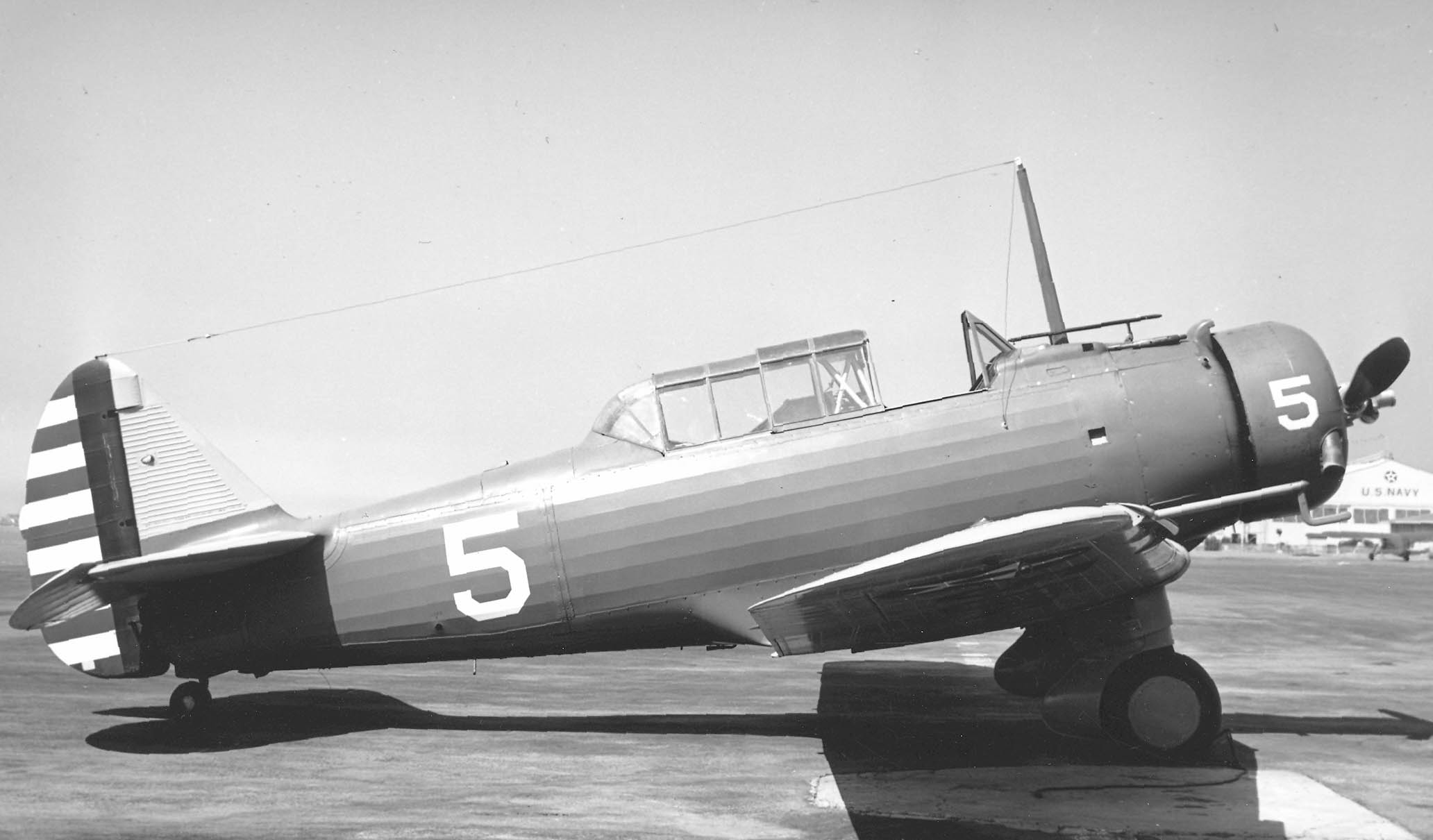
BT-9

このNA-16を元に、アメリカ陸軍航空隊の要求で兵装訓練用の武装を搭載可能とし主脚も引き込み式となったのがNA-26で、1937年に比較審査に合格し、当初は基本戦闘練習機（Basic Combat）BC-1として採用された。機体を全金属製とするなどの改良を施したBC-1Aはまもなく高等練習機（Advanced Trainer）に統合され、名称もAT-6となった。AT-6はアメリカ海軍にもSNJの名称で採用され、航空母艦への着艦訓練用に着艦フックを装備したモデルもあった。また、大量のパイロットの育成を必要としていたイギリス連邦諸国からも多数の発注を受け、早期から大規模な量産が行われた。この大量生産に対応するための工場がテキサス州ダラスに建設されたことから、「テキサン」（テキサス人、テキサス州出身者の意味）の愛称で呼ばれるようになった。
1943年に「サプライズ・ハリケーン」に襲われたテキサス州ヒューストンのブライアン飛行場ではT-6を退避させようとしたが、訓練を受けていたイギリス人訓練生がT-6の構造的な欠陥をあげつらったところ、主任教官であるジョー・ダックワース大佐が自ら操縦するT-6にラルフ・オヘア中尉を同乗させたままハリケーンの目に突入し、安全に帰還してみせた。また、直後に敢行された2度目のハリケーンの目に向けた飛行の際には、気象担当官であるウィリアム・ジョーンズ・バーディック中尉が同乗した。これによりハリケーンの内部を飛行し気象観測ができることが証明され、アメリカ軍はハリケーン・ハンターを飛行させることになった。
操縦訓練だけでなく、対地攻撃、連絡、偵察、救難などに幅広く用いられ、1942年7月にはメキシコ沿岸で、通商破壊戦に従事するドイツ海軍のUボートの撃沈も記録している。
第二次世界大戦の終結後は多くの機体がT-6Gとして再生され、戦後の標準練習機となったほか、実戦でも活用された。朝鮮戦争では、後席に陸軍の偵察員を乗せて前線の敵後方に回り込み、低空から戦闘爆撃の誘導を行う「モスキート・ミッション」にも従事した。この任務には当初T-6Fが使用されたが、途中からT-6Gを改装したLT-6Gに交替した。フランスに供与されたT-6Gは、翼下にガンポッドやロケット弾を搭載しアルジェリア戦争で対地攻撃に用いられた。また、第一次中東戦争では、イスラエルやシリアなどが軽攻撃機として使用し、シリア空軍は後席を銃手席とするなどローカルな改造を施していた。他にもポルトガルの植民地戦争や印パ戦争では1970年代に入っても攻撃任務に投入されていた。
第二次世界大戦後には旧敵国であった日本や西ドイツにも提供され、最終的な使用国は40以上、生産機数は各型合わせて15,495機に及び、一部の国では1990年代に入ってもまだ現役にあった。保存されている機体や民間に払い下げられた機体には現在でも飛行可能なものが多く、海外のエアショーではしばしば飛行する姿を目にすることができる。また、リノ・エアレースでは無改造の本機のみが参加できるワンメイクレースがある。

## バリエーション

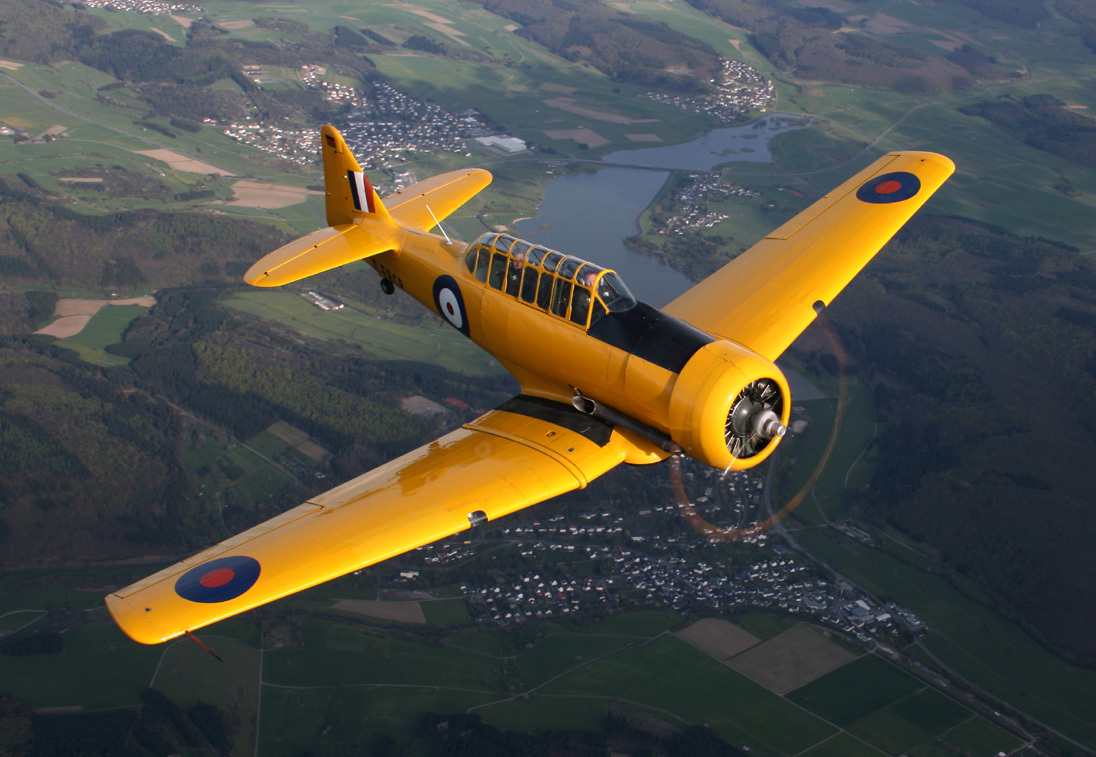
ハーヴァード Mk.IIB

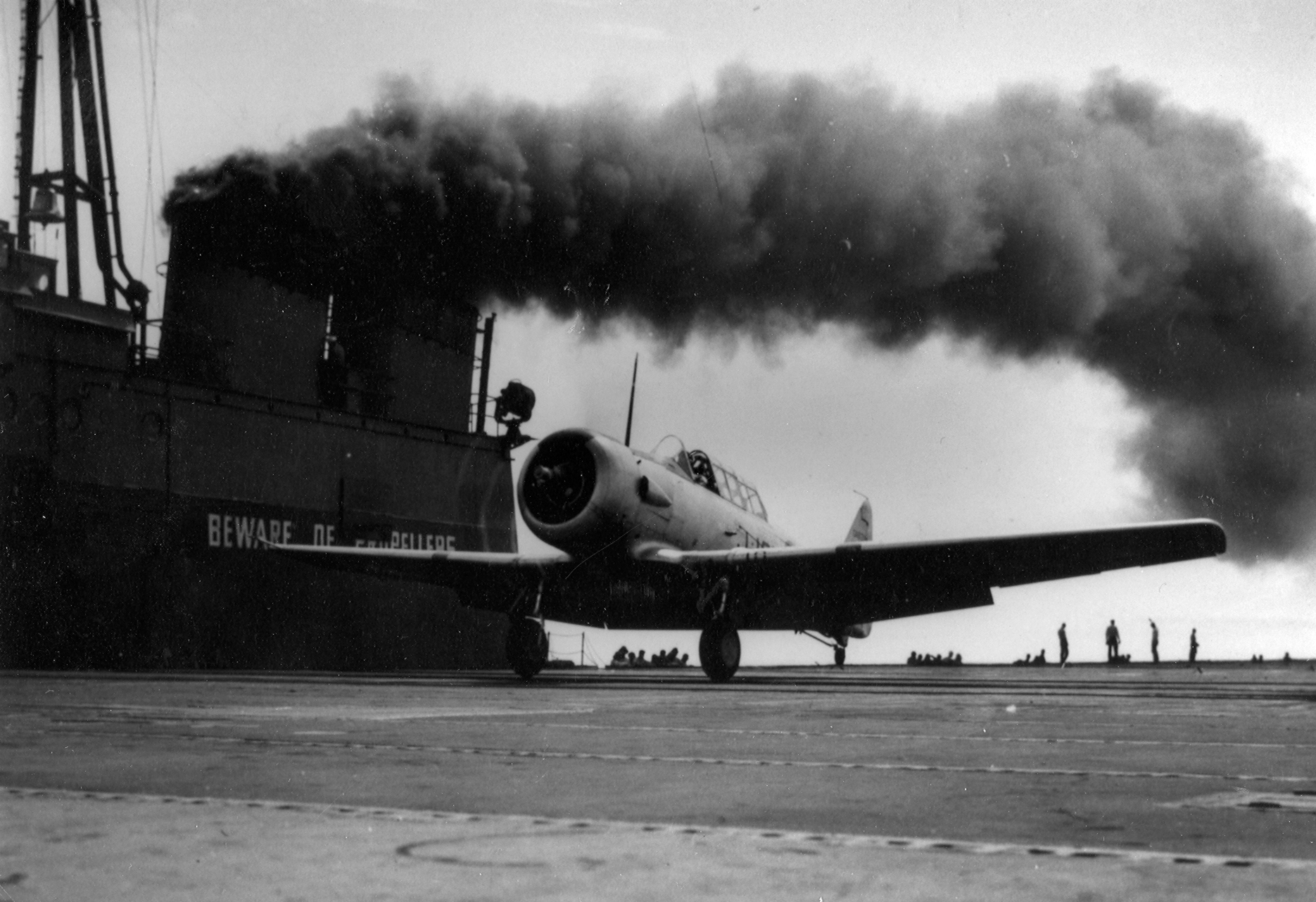
訓練空母セーブル艦上のSNJ-5C

BC-1 / ハーヴァード Mk.I
最初の量産型。600馬力のR-1340-47エンジン搭載。
BC-1A / AT-6 / SNJ-1 / ハーヴァード Mk.II
機体フレームを変更。
SNJ-2
SNJ-1のエンジンをR-1340-56に変更。
AT-6A / SNJ-3 / SNJ-3C
R-1340-49エンジンに換装、翼内タンクの非インテグラル化。SNJ-3Cは着艦フックを装備。
AT-16 / ハーヴァード Mk.IIB
カナダのノールデュイン社が製造したAT-6A。
AT-6B
機関銃を装備した射撃練習機型。
AT-6C / SNJ-4 / SNJ-4C / ハーヴァード Mk.IIA
軽合金の節約のため胴体後部を合板製に変更。SNJ-4Cは着艦フックを装備。
AT-6D / SNJ-5 / SNJ-5C / ハーヴァード Mk.III
電気系統を改善し、軽合金製に戻した。SNJ-5Cは着艦フックを装備。
XAT-6E
V型12気筒空冷エンジンに換装。1機のみ。
AT-6F / SNJ-6
機体構造を強化。
T-6G / SNJ-7 / ハーヴァード Mk.4
R-1340-AN-1エンジン搭載、後席の上昇、燃料搭載量増加、尾輪やプロペラの改善等。ハーヴァード Mk.4はカナダ向け。
LT-6G
モスキート・ミッション用に改装されたT-6G。
T-6H
T-6G仕様に改修されたT-6F。
T-6J
ヨーロッパ諸国に供給されたカナダ製のハーヴァード Mk.4。

## 採用国
アメリカ合衆国
 アルゼンチン
 イギリス
 イタリア
 イスラエル
 イラン
 インド
 インドネシア
 ウルグアイ
 エルサルバドル
 オーストリア
 オランダ
 カタンガ
 カナダ
 ガボン
 キューバ
 ギリシャ
 コロンビア
 コンゴ共和国
 ザイール
 サウジアラビア
 シリア
 スイス
 スウェーデン
 スペイン
 タイ
 大韓民国
 中華民国（台湾）
 チュニジア
 チリ
 デンマーク
 ドミニカ共和国
 トルコ
 ニカラグア
 日本
 西ドイツ
 ニュージーランド
 ノルウェー
 ハイチ
 パキスタン
 パラグアイ
 ビアフラ共和国
 フィリピン
 ブラジル
 フランス
 ベネズエラ
 ベルギー
 ボリビア
 ポルトガル
 イギリス領香港
 ホンジュラス
 南アフリカ共和国
 ベトナム共和国
 南ローデシア
 メキシコ
 モザンビーク
 モロッコ
 ユーゴスラビア
 ラオス王国
 レバノン

### 自衛隊のT-6
日本では、1955年1月から自衛隊への供与が開始され、T-6D/F/Gが航空自衛隊に167機、海軍型SNJ-5/6が海上自衛隊に48機引き渡された。
松島にある第2操縦学校や、その分校に配備された。公式な愛称は「まつかぜ」だったが、通称「テキサン」とも呼ばれた。中間練習機として使用されたが、すでにジェット機の時代となっている高等練習機のT-33や実用作戦機と、それに合わせて前輪式となっている初等練習機T-34との間に尾輪式の本機の課程が挟まるのは非合理的であった。その他の基本設計自体もさすがに時代遅れとなっていたため、航空自衛隊では1960年代に後継機のT-1と交替した。一部は航空救難群に移管されて救難機として使用されたが、それも1969年3月26日に退役し姿を消した。退役後所沢航空発祥記念館にて099号機が屋内展示されている。また、浜松広報館では010号機が屋内展示されている。
海上自衛隊では鹿屋航空隊に配備され、「まつかぜ」の公式愛称で練習機として運用された。1960年代にKM-2との交替を終えた後も数機が連絡機としてしばらく使用されていた。1966年退役。
静浜基地にて保管されているT-6F#011号機は2015年現在、国内唯一の飛行可能機である。エンジンは常にオイルを入れており、年に数回エンジンの始動を行っている。しかし、自衛隊でレシプロ機の操縦資格が取得できたのはKM-2が退役する1989年までであり、合法的に操縦できる隊員は次第に少なくなっている。
なお、退役機のうち5機は一時アメリカ側に返還された後、映画『トラ・トラ・トラ!』の芦屋ロケで使用するべく、1969年に九七式艦上攻撃機の飛行可能なレプリカへと改造されている。製作は、アメリカ製の改造キットおよびBT-13の尾部を用いて、伊藤忠航空整備が受注、航空開発が実際の作業を行う形で進められた。

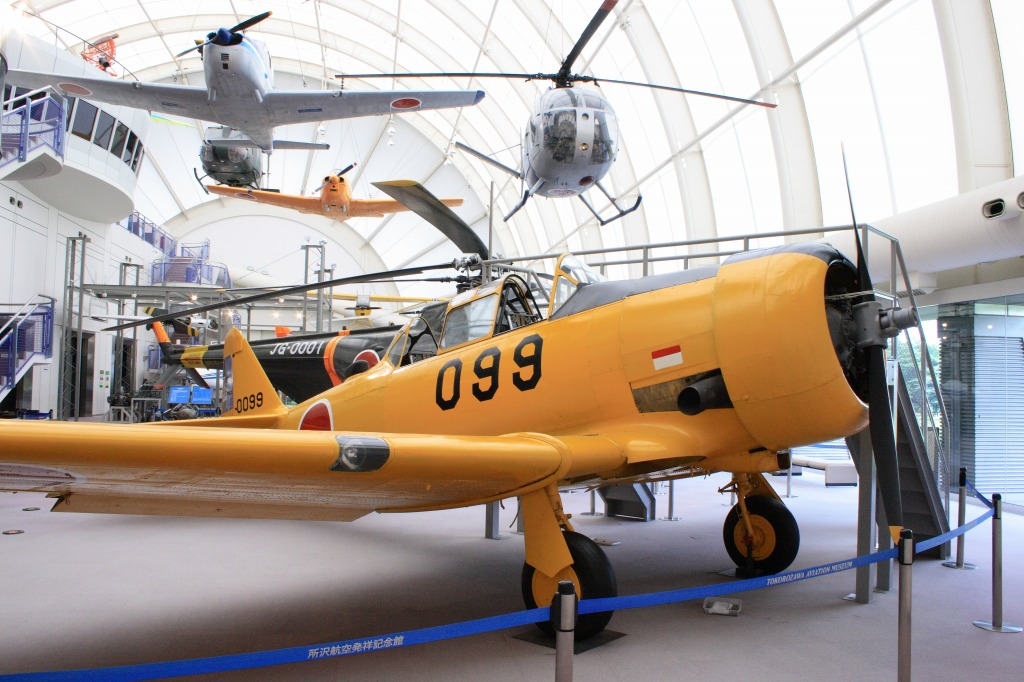
所沢航空発祥記念館に屋内展示されているT-6G
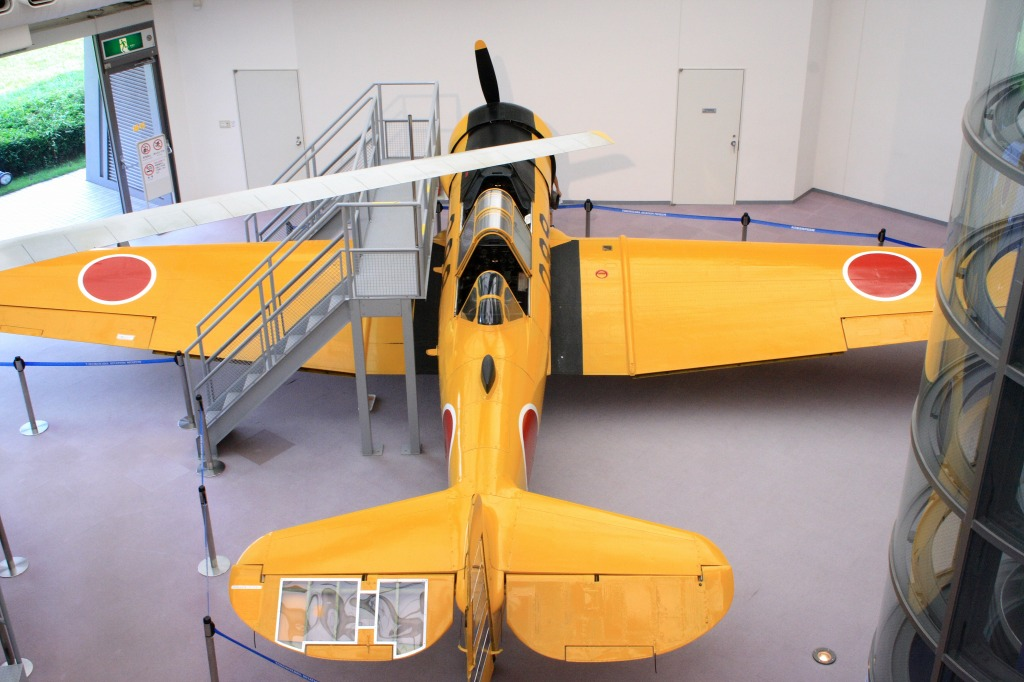
真上から
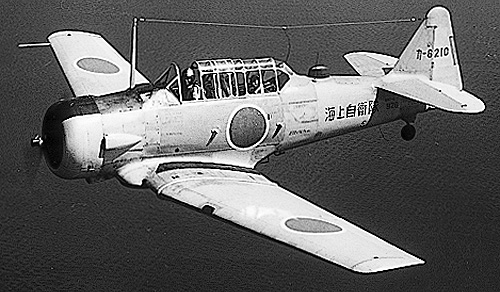
海上自衛隊で使用されたSNJ

## 仕様（AT-6A）
- 乗員：2名
- 全幅：12.80m
- 全長：8.84m
- 全高：3.58m
- 翼面積：23.6m2
- 自重：1,770kg
- 総重量：2,340kg

North American T-6G Texan

- エンジン：P&W　R-1340-49（600hp）×1
- 最大速度：338km/h=M0.28
- 上昇限度：7,380m
- 航続距離：1,012km
- 武装：7.7mm機銃×2

## 登場作品
単発低翼のレシプロ機としてオーソドックスなスタイルと簡易で頑丈な構造を持ち、アメリカ軍の払い下げが多数流通し低価格であったことから、戦後の映画において改造または無改造で各種の機体に扮して出演している。特に零式艦上戦闘機風の外観に改造されたものが有名である。
日本の戦争映画では自衛隊が協力し、訓練機を教官が操縦した映像を使った作品も多い。

### 映画
『あゝ特別攻撃隊』
野沢少尉らが配備された百里原海軍航空隊および第三〇二海軍航空隊の機体として登場。航空自衛隊所属機が使用されており、百里原での訓練シーンでは元の黄色い塗装で、特攻のシーンでは暗緑色に塗られて登場（塗装が完璧ではなく、所々黄色の塗装が見えてしまっている）。
『エイセス/大空の誓い』
零式艦上戦闘機（『トラ・トラ・トラ!』と同一の機体）役で登場。
『零戦黒雲一家』
零式艦上戦闘機役で登場。機体は海上自衛隊の第201教育航空隊に所属するものを塗装し、訓練教官が操縦している。
『遠すぎた橋』
P-47（コックピット周りからP-47Bと推測される）役で登場。
『トラ・トラ・トラ!』
零式艦上戦闘機、九七式艦上攻撃機（ヴァルティー BT-13との複合改造）役で登場。
『パールハーバー』
九七式艦上攻撃機（『トラ・トラ・トラ!』と同一の機体）役で登場。
『ハワイ・ミッドウェイ大海空戦 太平洋の嵐』
九七式艦上攻撃機役で登場。
『ファイナル・カウントダウン』
零式艦上戦闘機（『トラ・トラ・トラ!』と同一の機体）役で登場。

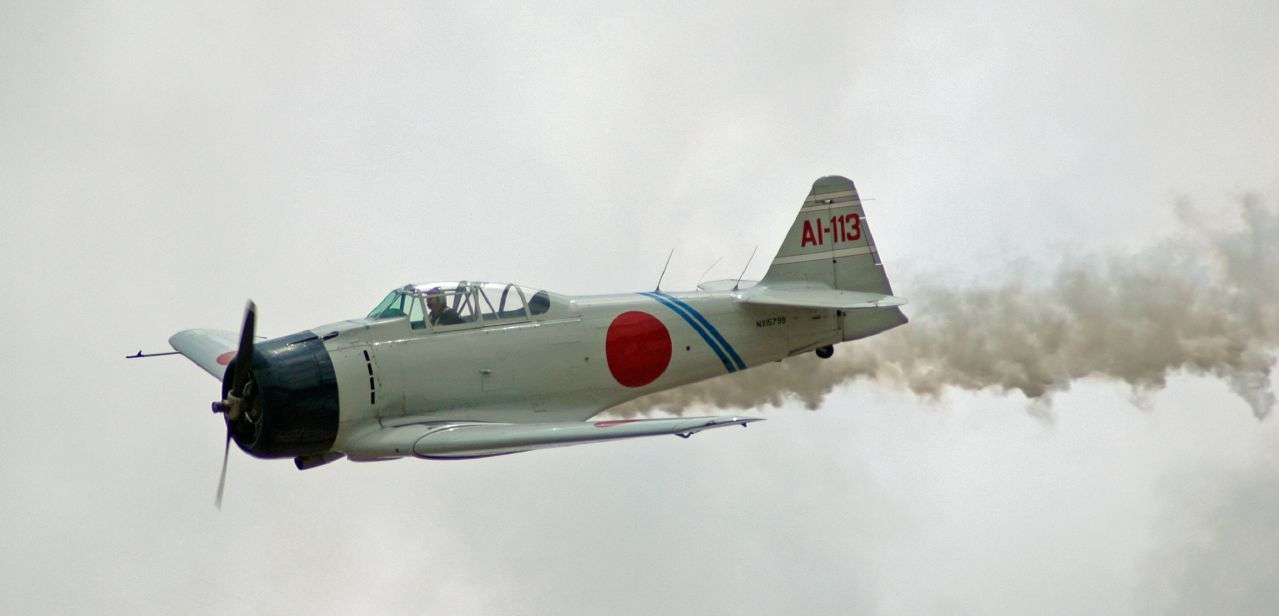
『トラ・トラ・トラ!』他に出演した零式艦上戦闘機風の改造機
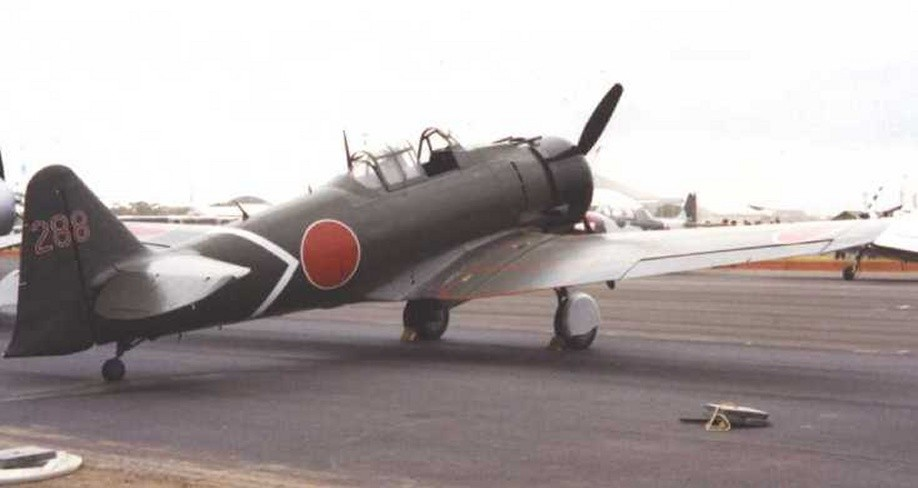
『トラ・トラ・トラ!』他に出演した零式艦上戦闘機風の改造機
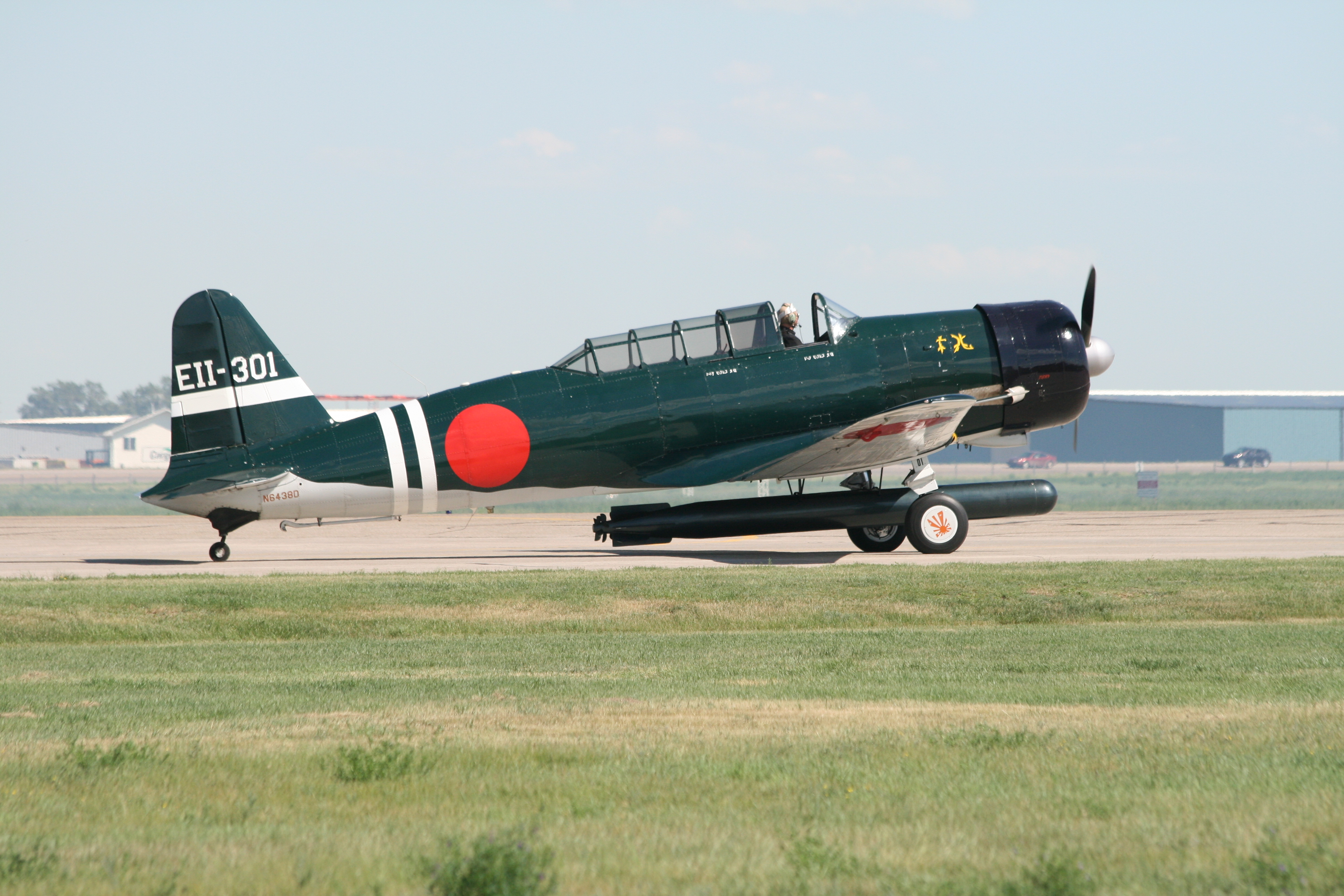
『トラ・トラ・トラ!』他に出演した九七式艦上攻撃機風の改造機

### 漫画・アニメ
『エリア88』
レシプロ機としての低空での高機動性を活かして老傭兵のモーリスが対地攻撃で高い成果を出した。核ミサイルに狙われたエリア88が、蝗害で迎撃用ジェット戦闘機を離陸させることができない中で飛び立ち、燃料を放出して滑走路を切り開いた。